# Aenigmopteris mindanaensis
Aenigmopteris mindanaensis är en ormbunkeart som beskrevs av Holtt. Aenigmopteris mindanaensis ingår i släktet Aenigmopteris och familjen Tectariaceae. Inga underarter finns listade.